# 小行星2903
小行星2903（2903 Zhuhai），又称为珠海星，是由紫金山天文台在1981年10月23日发现的主带小行星，在1990年6月15日正式以珠海市命名。